# Ябалакли
Ябалакли́ (рос. Ябалаклы, башк. Ябалаҡлы) — село у складі Чишминського району Башкортостану, Росія. Входить до складу Шингак-Кульської сільської ради.
Населення — 277 осіб (2010; 254 у 2002).
Національний склад:
- башкири — 93 %